# Unione di Cracovia e Vilnius
L'unione di Cracovia e Vilnius anche detta unione di Vilnius è stata una degli accordi dell'unione polacco-lituana. Fu firmata a Cracovia dalla nobiltà polacca il 6 maggio 1499 e a Vilnius dalla nobilità lituana il 24 luglio 1499.
Casimiro IV di Polonia era sia re di Polonia sia granduca di Lituania. Nella sua ultima volontà, Casimiro stipulò che i due stati sarebbero stati governati separatamente da due dei suoi figli. Perciò dopo la sua morte nel 1492, Giovanni I Alberto fu eletto al trono polacco, mentre il concilio lituano dei Lord scelse Alessandro Jagellone. Quindi fu rotta l'unione personale tra la Polonia e la Lituania. L'unione all'epoca poteva essere descritta come una unione dinastica.
Nei tardi anni 1490, la Polonia sentiva pressione dal Khanato di Crimea e dall'Impero ottomano, mentre la Lituania affrontava il Granducato di Mosca. Ivan III di Russia affermava che aveva ereditato i diritti a tutte le terre russe e ortodosse dopo la caduta dell'Impero bizantino. La sua ambizione portò all'inizio delle centennali guerre moscovito-lituane. Dopo che i tatari invasero la Volinia e la Podolia alla fine del 1494, Giovanni Alberto propose un'alleanza militare e politica a suo fratello Alessandro. Egli accettò, ma i negoziati si protrassero fino alla primavera del 1498, quando invasero la Podolia e la Galizia e presero migliaia di prigionieri. In risposta a queste minacce e con la speranza di assicurarsi l'assistenza militare lituana, i nobili polacchi accettarono tutte le proposte e le richieste dei lituani.
L'unione di Vilnius si basava sull'unione di Horodło del 1413. Era un'alleanza di due stati sullo stesso livello. Si decise che i futuri regnanti di entrambe le nazioni sarebbero scelti autonomamente con il consenso da parte dell'altro stato. L'unione prevedeva anche il mutuo aiuto e assistenza nei vari conflitti armati. Lo storico Tomas Baranauskas la interpretò come l'unione più vantaggiosa per la Lituania tra tutte le unioni polacco-lituane. Tuttavia, quasi immediatamente i nobili polacchi cominciarono a criticare l'unione per un tecnicismo: l'atto faceva riferimento all'unione di Horodło, che non avevano a disposizione.